# Kabinett Amelunxen I
Das Kabinett Amelunxen I bildete vom 29. August 1946 bis 5. Dezember 1946 die Landesregierung von Nordrhein-Westfalen.
| Amt                                    | Name                                      | Partei | Partei    |
| -------------------------------------- | ----------------------------------------- | ------ | --------- |
| Ministerpräsident                      | Rudolf Amelunxen                          |        | parteilos |
| Stellvertreter des Ministerpräsidenten | Walter Menzel                             |        | SPD       |
| Inneres                                | Walter Menzel                             |        | SPD       |
| Finanzen                               | Franz Blücher (ab 10. September 1946)     |        | FDP       |
| Justiz                                 | Eduard Kremer                             |        | parteilos |
| Kultus                                 | Wilhelm Hamacher (bis 30. September 1946) |        | Zentrum   |
| Kultus                                 | Rudolf Amelunxen (ab 30. September 1946)  |        | parteilos |
| Verkehr                                | Fritz Stricker                            |        | Zentrum   |
| Arbeit                                 | August Halbfell                           |        | SPD       |
| Soziales                               | Heinz Renner                              |        | KPD       |
| Wirtschaft                             | Erik Nölting                              |        | SPD       |
| Ernährung, Landwirtschaft und Forsten  | Hermann Heukamp                           |        | parteilos |
| Wiederaufbau                           | Hugo Paul                                 |        | KPD       |